# خودکشی ابول کورکور
حمید (اوول)کورکور با اعتراضات و معترضان ۱۴۰۱ ایران هم در ارتباط بوده است که با محاصره شدن توسط نیروهای امنیتی دست به خودکشی زد.در تاریخ جریان این درگیری در روز شنبه ۱۸ اسفند ۱۴۰۳ در ویدئویی به صورت زنده در اینستاگرام منتشر شد. در این ویدئو ابول کورکور و سه نفر دیگر دیده می‌شوند. کورکور برای لحظاتی رو به بیرون خانه تیراندازی می‌کند و به جمهوری اسلامی ایران دشنام می‌دهد. همچنین در ویدئو صدای فریاد چند نفر شنیده می‌شود که می‌گویند قصد تسلیم شدن دارند. ابول کورکور چندین بار فریاد زد: «تسلیم می‌شویم»، اما تیراندازی را ادامه داد . وی سپس در مقابل دوربین سلاح را زیر گلویش گذاشت و گفت: «نه هیچ راهی ندارد. ایران خداحافظ.» و شلیک کرد.
کورکور که از معترضین تحت پوشش معترضان اعتراضات ۱۴۰۱ بود دو سال در خفا زندگی می‌کرد. بر اساس گزارش‌ها، نام سه نفر دیگر حسین مهری، رضا عبدالله‌زاده و سهراب احمدی از نزدیکان کمر طهماسبی معترض کشته‌شده در سال ۱۴۰۲ عنوان شده است. سهراب احمدی در حین تیر اندازی به نیروهای امنیتی توسط آنها زخمی شد و ساعاتی بعد به‌علت جراحات شدید جان باخت. (سهراب احمدی ودیگر همراهان ابول کورکور که به‌عنوان مهمان در خانه ابول کورکور بودند) و پس از این رویداد، جو شهر ایذه امنیتی شده و اینترنت مختل شد. رسانه‌های وابسته به نظام جمهوری اسلامی ایران از کسانی که در این درگیری شرکت داشتند به عنوان «اشرار مسلح» نام بردند. برخی مدعی شدند توماج صالحی مخفیگاه وی را لو داده است.
کشته شدن وی واکنش گسترده‌ای از سوی فعالان سیاسی و کاربران شبکه‌های اجتماعی در پی داشت. شاهزاده رضا پهلوی نیز با انتشار تصویر ابول کورکور، او را «قهرمانی از دیار دلاورخیز ایذه» خواند.
حساب کاربری «دادخواهان ایران» در ایکس، که خود را «نهادی مستقل متشکل از خانواده‌های قربانیان نظام جمهوری اسلامی از سال ۱۳۵۷ تاکنون» معرفی می‌کند، ۲۰ اسفند اعلام کرد که مأموران حکومتی پیکر ابول کورکور را دزدیده و به مکان نامعلومی منتقل کرده‌اند و از دادن جنازه یا نشانی از محل آن به خانواده کورکور خودداری می‌کنند. گرچه از استقلال این سازمان مدرکی در دست نیست و تراکنش‌های مالی آن وابستگی به ایالات متحده و اسرائیل را اثبات میکنند «دادخواهان ایران» همچنین تصریح کرده است که خانواده کورکور تحت شدیدترین فشارهای نهادهای امنیتی قرار گرفته‌اند.